# Lubomír Hargaš
Lubomír Hargaš (* 16. Oktober 1967 in Ivančice; † 20. August 1997 in Židlochovice) war ein tschechoslowakischer und später tschechischer Bahnradsportler.
Lubomír Hargaš war einer der weltbesten Tandemfahrer Ende der 1980er und Anfang der 1990er Jahre. Dreimal wurde der bei Dukla Brno trainierende Sportler mit verschiedenen Partnern Vize-Weltmeister, 1989, 1991 und 1992, und dreimal – 1987, 1992 und 1993 – WM-Dritter. Den Weltmeistertitel konnte er jedoch nie erringen. 1988 und 1989 holte er die Meisterschaft im Tandemrennen. 1991 siegte er im Titelrennen mit Pavel Buráň, 1993 gewann er den nationalen Titel auf dem Tandem mit seinem Partner Arnost Drcmanek.
Im August 1997 kam der 29-jährige Hargaš, als er gemeinsam mit Pavel Buráň auf der Straße trainierte, bei einem Zusammenstoß mit einem Bus ums Leben. Auf der Radrennbahn in seinem Heimatort Brünn wurde zwischen 1998 und 2008 jährlich der Sprint-Wettbewerb Memorial Lubomír Hargaš ausgetragen.